# Berta la de los grandes pies
Berta la de los grandes pies (en francés Berthe aux grands pieds) es un poema épico francés compuesto a principios del siglo XIII que narra legendariamente la vida y las desventuras de Bertrada de Laon. En la composición literaria, Berta sería hija de Flores y Blancaflor (reyes de Hungría) es también la madre de Carlomagno. Su autor fue presumiblemente el juglar francés Adenet Le Roi. Formaría parte de un ciclo narrativo sobre la juventud de Carlomagno difundido durante el siglo XIII.
Esta obra narra los equívocos y desgracias de la protagonista (Berta) por su gran parecido físico con la hija de su ama, lo que propicia que esta la suplante en la noche de bodas con Pipino el Breve y después, el ama y su hija la acusen de asesinato, de lo cual la salvará la piedad del verdugo. Una marca de nacimiento que comportaba tener los dedos centrales de los pies unidos, hará que su madre Blancaflor la reconozca y descubra la suplantación. En la versión española podemos encontrar como sus padres, Flores y Blancaflor son los reyes de Almería y en el momento que se reconoce la suplantación de Berta, le dejarán en herencia a Carlomagno el reino de Córdoba y Almería, además de todo el territorio español. A este ciclo pertenecerían otros poemas como el de Flores y Blancaflor que narra la vida de los padres de Berta y también Mainete, que se enlazaría con el de Berta y el cual narra la juventud de Carlomagno. 